# Banus Vallarta
Banus Vallarta är en ort i Mexiko.   Den ligger i kommunen Puerto Vallarta och delstaten Jalisco, i den centrala delen av landet, 600 km väster om huvudstaden Mexico City. Banus Vallarta ligger 15 meter över havet och antalet invånare är 1 315.
Terrängen runt Banus Vallarta är platt åt nordväst, men åt sydost är den kuperad. Runt Banus Vallarta är det tätbefolkat, med 319 invånare per kvadratkilometer. Närmaste större samhälle är Puerto Vallarta, 11,0 km söder om Banus Vallarta. I omgivningarna runt Banus Vallarta växer i huvudsak lövfällande lövskog.